# Scandix gilanica
Scandix gilanica är en flockblommig växtart som beskrevs av Samuel Gottlieb Gmelin. Scandix gilanica ingår i släktet nålkörvlar, och familjen flockblommiga växter. Inga underarter finns listade i Catalogue of Life.